# Pusztapó (przystanek kolejowy)
Pusztapó (węg. Pusztapó megállóhely) – stacja kolejowa w Kétpó, w komitacie Jász-Nagykun-Szolnok, na Węgrzech. 
Stacja obsługuje wyłącznie pociągi regionalne. 

## Linie kolejowe
- Linia 120 Budapest – Újszász – Szolnok – Lőkösháza